# 7390 Kundera
7390 Kundera (1983 QE) là một tiểu hành tinh vành đai chính.